# Farkaslaka község
Farkaslaka község (románul: Comuna Lupeni) község Hargita megyében, Romániában. Központja Farkaslaka, beosztott falvai Bogárfalva, Firtosváralja, Kecset, Kecsetkisfalud, Nyikómalomfalva, Szencsed, Székelypálfalva, Székelyszentlélek.

## Népessége
A 2011-es népszámlálás adatai alapján a község népessége 4473 fő volt.